# Der blaue Diamant
Der blaue Diamant ist ein Fernsehfilm von 1993, der nach einem Buch von Julia Kent entstand, die neben Pierre Brice, Ernest Borgnine, Barry Newman, Harald Leipnitz und Sonja Kirchberger auch eine der Hauptrollen spielte.

## Handlung
Pierre Latouche, Dr. Axel Trank, Joe di Franco und Hans Kroger sind in den Bergen von Thailand auf der Suche nach einer Felsenhöhle, welche laut einer Karte vom Trödelmarkt dort eingezeichnet ist. In dieser Höhle soll sich ein blauer Diamant befinden. Die Suche bleibt erfolglos und Trank steigt aus der aktiven Suche aus und fährt wieder zurück nach Wien, wo er eine Anwaltskanzlei betreibt.
In der darauffolgenden Nacht macht sich Joe im Alleingang auf die Suche nach dem Diamanten. Zufällig  beobachtet er zwei Mönche, die aus einer Felsenhöhle hinter einem Wasserfall hervorkommen. Er wartet ab, bis diese scheinbar weg sind und steigt dann in die Höhle. Dort findet er auf einem kleinen Altar den blauen Diamanten, wird jedoch von den beiden Mönchen, die ganz plötzlich wieder auftauchen, erwischt. Als der jüngere von ihnen Joe festhalten will, schlägt Joe im Affekt mit dem Diamanten auf den Mönch ein, der mit dem Kopf auf einen Stein fällt und tot ist. Panisch rennt Joe zurück ins Lager und weckt seine Frau Barbara. Auch Hans und Pierre werden wach. Joe erzählt, was passiert ist, worauf Hans geschockt meint, dass Mord in Thailand mit dem Tode bestraft wird.
Während der Fluchtaktion mit dem Auto, müssen Hans, Pierre und Barbara den angeschossenen Joe zurücklassen um nicht selbst erschossen zu werden. Während ihrer Flucht vor der Polizei, gelingt es Pierre, den blauen Diamanten in der Baumwurzel einer Palme zu verstecken. Dass sie aus sicherer Entfernung von einem Mönch beobachtet werden, bemerken sie nicht.
Pierre und Barbara fliegen zurück nach Europa, wo sie sich um einen Anwalt bemühen, mit dessen Hilfe sie Joe aus dem Gefängnis holen wollen. Joe wird unterdessen von einem thailändischen Gericht des Mordes an dem Mönch für schuldig befunden und zum Tode durch Erschießen verurteilt.
Sieben Jahre später … Am Flugplatz wartet Pierre auf Barbara, die inzwischen seine Frau geworden ist.
Ein mysteriöser Mann spricht Pierre an und schlägt ihm ein Geschäft vor, das Pierre ablehnt. Der Mann beruft sich jedoch darauf, dass es bald ein Wiedersehen geben werde. In der Zwischenzeit wird Barbara von einem Taxi entführt. Die besorgte Haushälterin informiert Pierre darüber, dass seine Frau verschwunden ist. Ein Anruf des Herrn vom Flughafen bestätigt eine Entführung und fordert Pierre zu einem Treffen auf. Bei diesem Treffen wird Pierre klargemacht, dass Barbara sich in den Händen eines Otto befinde, wobei es sich um den Herrn handelt, der Pierre zuvor angesprochen hatte. Dieser Otto fordert von Pierre den blauen Diamanten im Tausch gegen Barbara.
Pierre sucht daraufhin den wenig begeisterten Dr. Axel Trank in seiner Kanzlei auf und bittet ihn um Hilfe. Während sich nun Pierre auf den Weg nach Thailand macht, ruft Axel eine junge Dame namens Wendy Hill an und gibt ihr den Auftrag, Pierre nach Thailand zu folgen und ihn zu beschatten. Pierre sucht das Versteck von vor sieben Jahren auf und muss feststellen, dass sich der blaue Diamant nicht mehr darin befindet. Im selben Augenblick erscheint Joe, der zu Pierres großer Überraschung nicht tot ist. Nach Joes Erklärung und Vorwürfen, dass Pierre, Hans und Barbara nicht genug getan hätten, um ihn aus dem Gefängnis zu holen, stellt sich heraus, dass Joe hinter der Entführung Barbaras steckt und Otto in seinen Diensten steht. Pierre wird angegriffen und geht zu Boden. Er überlegt, wo der blaue Diamant sein könnte und vermutet ihn bei Hans, welcher damals brieflich den Kontakt abbrach und sich in ein Kloster absetzte. Auf der Suche nach Hans gerät Pierre in eine von Joe gestellte und von Otto ausgeführte Falle, die dazu dienen sollte, Barbara wieder in Joes Nähe zu bringen, damit er sie zurückgewinnen konnte. Hans kann Pierre jedoch retten.
Nachdem Joe klargeworden ist, dass weder Hans noch Pierre den blauen Diamanten haben, begibt er sich wieder in die Höhle, in der man seinerzeit den Diamanten entdeckt hatte, und findet ihn tatsächlich. Als er mit dem blauen Diamanten aus der Höhle kommt, wartet Pierre bereits auf ihn. Da beide Männer Barbara behalten möchten, kommt es zu einem Kampf zwischen ihnen. Ganz plötzlich ist Barbara da und fordert Joe auf, einzuhalten. Wie aus den Nichts ist auch Axel Trank aufgetaucht und hält der jungen Frau eine Waffe an den Kopf. Er fordert von Joe den Diamanten. Joe schmeißt ihn daraufhin ins vor Axel befindliche Wasser. Als dieser ihn aufheben will, versetzt ihm Barbara einen Stoß. Pierre will ihr zu Hilfe eilen und wird dabei von Trank in den Rücken geschossen. Schwer verletzt sackt er zusammen. Es kommt zu einem Handgemenge, als Joe Trank den Revolver wegnehmen will. Ganz plötzlich ist auch Wendy Hill da, schnappt sich die Waffe und verkündet: „Wer den blauen Diamanten anrührt, bekommt ein Loch in den Bauch.“ Trank wird von ihr erschossen. Joe, der an einer Liane über dem Wasserfall hängt, wird von Pierre, trotz dessen Schussverletzung, gerettet. Barbara hat sich entschieden weiterhin bei Pierre zu bleiben und mit Joe eine Freundschaft zu pflegen.
In einer letzten Szene, schiebt Otto Wendy im Rollstuhl über den Flugplatz. Auf ihrem Schoß befindet sich ein kleines Kästchen.

## Produktionsnotizen
Die Filmaufnahmen entstanden 1992 in Bangkok und Phuket in Thailand sowie in Wien. Als Produktionsfirma fungierte Media Vision Co. Ltd., Lisa Film GmbH (München) im Auftrag von RTL plus Deutschland Fernsehen GmbH & Co. Betriebs KG (Köln), Produzent Georg Mertensmeyer. Die Erstausstrahlung des Films erfolgte am 7. Dezember 1993 auf RTL.
Pierre Brice wurde in diesem Film nicht synchronisiert.

## Synchronisation
| Darsteller          | Rolle                 | Synchronsprecher     |
| ------------------- | --------------------- | -------------------- |
| Pierre Brice        | Pierre Latouche       | Pierre Brice         |
| Ernest Borgnine     | Hans Kroger           | Franz-Josef Steffens |
| Barry Newman        | Dr. Axel Trank        | Klaus Kindler        |
| Harald Leipnitz     | Joe di Franco         | Harald Leipnitz      |
| Julia Kent          | Susann Kroger         | Julia Kent           |
| Sonja Kirchberger   | Barbara Latouche      | Sonja Kirchberger    |
| Wilfried Baasner    | Boris Ottinski (Otto) | Wilfried Baasner     |
| Laura Johnson       | Wendy Hill            | Katharina Lopinski   |
| Christine Schuberth | Sonja Werner          | Christine Schuberth  |
| Brent Huff          | Der Schriftsteller    | Oliver Stritzel      |

## Kritik
TV Spielfilm zeigte mit dem Daumen nach unten sprach von „Abenteuer-Mumpitz“ und davon, dass RTL „kräftig bei Kinoknüllern wie ‚Indiana Jones‘ abgekupfert [habe]“ und zog das Fazit: „Zum Kichern: Pierre Brice als ‚Indianer Jones‘.“

„Abenteuerfilm nach den herkömmlichen Mustern.“

## Medien
- DVD: Der blaue Diamant – MCP Sound & Media AG (2007)